# Alka Island
Alka Island (englisch; bulgarisch остров Алка ostrow Alka) ist eine in west-östlicher Ausrichtung 0,25 km lange und 0,11 km breite Insel im Palmer-Archipel vor der Westküste der Antarktischen Halbinsel. Sie liegt 1,7 km nördlich des Asencio Point, 3,43 km südlich des Bulnes Point, 2,4 km südsüdwestlich des Tizoin Point und 145 m nordnordwestlich von Glarus Island vor der Südwestküste der Trinity-Insel.
Britische Wissenschaftler kartierten sie 1978. Die bulgarische Kommission für Antarktische Geographische Namen benannte sie 2018 nach dem bulgarischen Trawler Alka,  der von den 1970er Jahren bis in die frühen 1990er Jahre für den Fischfang in den Gewässern um Südgeorgien, um die Kerguelen, um die Südlichen Orkneyinseln, um die Südlichen Shetlandinseln und um die Antarktische Halbinsel operiert hatte.